# Ölands runinskrifter 12
Ölands runinskrifter 12 är en försvunnen vikingatida runsten som fanns på Smedby kyrkogård, Smedby socken och Mörbylånga kommun. Runstenen är 1,78 gånger 0,89 meter.. Enligt en beskrivning från 1820-talet skall stenen ha varit prydd med en glob och ett horn. Stenen låg på en grav på 1600-talet och även då Carl von Linné besökte den 1741. I början av 1800-talet fann Abraham Ahlqvist den dock som trappsten i kyrkdörren. Smedby kyrka revs emellertid och troligen användes stenen som byggnadsmaterial i den nya kyrkan som byggdes 1851-1853.

## Inskriften
Translitterering av runraden:
[aynt--s · ... þina : eftiʀ · ketil · boþyr : sin · kuþ · h... ... ... ... kus · moþiʀ ·]
Normalisering till runsvenska:
Øyst[æi]nn(?) ... þenna æftiʀ Kætil, broður sinn. Guð h[ialpi and hans ok] Guðs moðiʀ.
Översättning till nusvenska:
Östen (och N.N. reste sten) denna efter Kettil, broder sin. Gud (och) Guds moder h(jälpe hans ande).